# Metoda Romberga
Metoda Romberga – jedna z metod całkowania numerycznego, opierająca się na metodzie ekstrapolacji Richardsona, pozwalająca przybliżać wartość całki:
{\displaystyle \int \limits _{a}^{b}f(x)dx}
nieznanej (jawnie) funkcji {\displaystyle f.} Funkcja ta jest zazwyczaj znana tylko na dyskretnym zbiorze argumentów (np. jako wynik pomiarów stanu urządzenia (wartość funkcji) dla różnych stanów (argument funkcji)).
Niech dany będzie zbiór {\displaystyle a=x_{0},x_{1},\dots ,x_{2^{i}}=b} dzielących przedział {\displaystyle (a,b)} na {\displaystyle 2^{i}} równych części taki, że znane są wartości funkcji {\displaystyle f(x_{i})=y_{i}}
Niech {\displaystyle h_{i}={\frac {b-a}{2^{i}}},} oznacza długość kroku.
Metodę Romberga można opisać rekurencyjnie:
{\displaystyle {\begin{cases}R_{0,i}&:R_{2^{i}}=h_{i}\cdot \sum _{k=0}^{2^{i}-1}\left({\frac {f(x_{k})+f(x_{k+1})}{2}}\right)\\[1ex]\ R_{m,i}&:{\frac {4^{m}\cdot R_{m-1,i+1}-R_{m-1,i}}{4^{m}-1}}\end{cases}}.}
{\displaystyle R_{0,i}} jest wzorem trapezów, po obliczeniu pierwszej kolumny tzw. tablicy Romberga, kolejne kolumny obliczane są rekurencyjnie, otrzymując coraz lepsze przybliżenie funkcji:
{\displaystyle R_{0,0}}
{\displaystyle R_{0,1}} {\displaystyle R_{1,0}}
{\displaystyle R_{0,2}} {\displaystyle R_{1,1}} {\displaystyle R_{2,0}}
{\displaystyle R_{0,3}} {\displaystyle R_{1,2}} {\displaystyle R_{2,1}} {\displaystyle R_{3,0}}
{\displaystyle \dots }

## Przykład wykorzystania metody Romberga

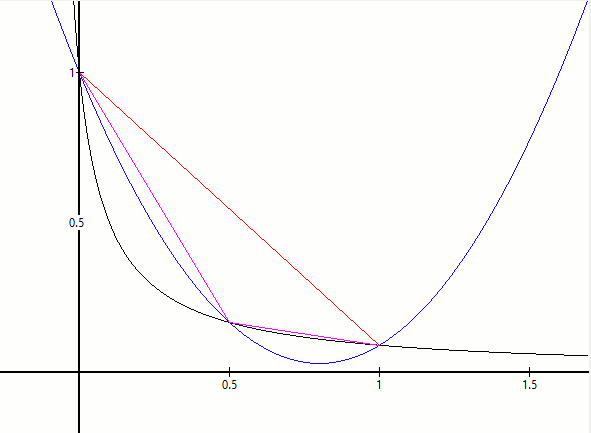
Wizualizacja elementu numer 1 tabeli algorytmu Romberga, który powstał z dwóch wyliczeń całek metodą trapezową – dla 1 i 2 przedziałów

Załóżmy, że dane są wyniki pomiarów pewnej funkcji w punktach {\displaystyle x_{0},x_{1},x_{2},x_{3},x_{4}}
| {\displaystyle i}     | 0 | 1    | 2   | 3    | 4 |  |  |
| {\displaystyle x_{i}} | 0 | 0,25 | 0,5 | 0,75 | 1 |  |  |
| {\displaystyle y_{i}} | 1 | 2    | 2   | 0    | 1 |  |  |

Dla tego przypadku:
- {\displaystyle i=2,}
- {\displaystyle a=0,}
- {\displaystyle b=1,}
- {\displaystyle h_{0}={\frac {1-0}{1}}=1,}
- {\displaystyle h_{1}={\frac {1-0}{2}}=0{,}5,}
- {\displaystyle h_{2}={\frac {1-0}{2^{2}}}=0{,}25.}

Ponieważ {\displaystyle i=2} poszukiwana będzie tablica Romberga typu:
{\displaystyle R_{0,0},}
{\displaystyle R_{0,1}} {\displaystyle R_{1,0},}
{\displaystyle R_{0,2}} {\displaystyle R_{1,1}} {\displaystyle R_{2,0}.}
Obliczenie pierwszej kolumny tablicy Romberga:
{\displaystyle R_{0,0}=h_{0}\cdot \sum _{k=0}^{0}{\frac {f(x_{k})+f(x_{k+1})}{2}}={\frac {1+1}{2}}=1,}
{\displaystyle R_{0,1}=h_{1}\cdot \sum _{k=0}^{1}{\frac {f(x_{k})+f(x_{k+1})}{2}}=0{,}5\cdot \left({\frac {1+2}{2}}+{\frac {2+1}{2}}\right)=1{,}5,}
{\displaystyle R_{0,2}=h_{2}\cdot \sum _{k=0}^{3}{\frac {f(x_{k})+f(x_{k+1})}{2}}=0,25\cdot \left({\frac {1+2}{2}}+{\frac {2+2}{2}}+{\frac {2+0}{2}}\ +{\frac {0+1}{2}}\right)=1{,}25.}
Oraz kolejnych wyrazów korzystając z poprzednich wyników:
{\displaystyle R_{1,0}={\frac {4^{1}\cdot R_{0,1}-R_{0,0}}{4^{1}-1}}={\frac {5}{3}}=1{,}666667,}
{\displaystyle R_{1,1}={\frac {4^{1}\cdot R_{0,2}-R_{0,1}}{4^{1}-1}}={\frac {7}{6}}=1{,}166667,}
{\displaystyle R_{2,0}={\frac {4^{2}\cdot R_{1,1}-R_{1,0}}{4^{2}-1}}={\frac {17}{15}}=1{,}133333.}

## Błąd metody Romberga
Oznaczając {\displaystyle h_{n}={\tfrac {1}{2^{n}}}(b-a),} błąd, tj. przekłamanie wyniku otrzymanego metodą Romberga względem wyniku prawdziwego w notacji dużego O wynosi (Mysovskikh 2002)
{\displaystyle O\left(h_{n}^{2m+2}\right)} dla wyrazu R(n,m).